# Record du monde des 100 kilomètres cycliste
Le record du monde des 100 kilomètres cycliste est une épreuve cycliste qui se déroule sur une piste d'un vélodrome, avec un cycle à pignon fixe, et qui consiste à parcourir 100 km, sans entraîneur, dans le temps le plus court. Contrairement au record de l'heure cycliste, il n'existe pas plusieurs catégories puisque ce record a été supprimé avant l'arrivée des nouveaux cycles aérodynamiques. 
Le premier recordman du monde fut Jules Dubois en 1892, avec une moyenne de 32 km/h et un temps de 3 h 3 min 52 s.
L’ancien recordman du monde est le danois Ole Ritter qui pulvérisa ce record, en 1965, en 2 h 19 min 1 s. Ce temps est à comparer avec celui du record de France en 2 h 24 min 4 s de Hervé Boussard du 13 avril 1988 au vélodrome de Saint-Denis.
Le nouveau recordman du monde est le français Vincent Martins sur le vélodrome de Roubaix, le 23 avril 2022 en 2 h 16 min 31 s. 

## Histoire
Les premiers seront Auguste Stéphane, Jules Dubois, puis Bresson à Dijon en 1897 avec 2 h 53 min 38 s, il est porté à 2 h 19 min 1 s 60par Ole Ritter en 1965. Ce sera le dernier record.
Sur ces quinze records, six sont détenus par des Français, huit par des Italiens et un par un Danois.

## Records de l'Union cycliste internationale
| Date       | Coureur           | Nationalité | Temps               | Lieu                                |
| ---------- | ----------------- | ----------- | ------------------- | ----------------------------------- |
| 28/07/1892 | Jules Dubois      | France      | 3 h 03 min 52 s     | Vélodrome                           |
| 24/10/1897 | Bresson           | France      | 2 h 53 min 38 s     | Vélodrome de Dijon                  |
| 20/10/1898 | Capelle           | France      | 2 h 49 min 58 s 4/5 | Vélodrome de Dijon                  |
| 06/09/1907 | Hervy             | France      | 2 h 45 min 46 s     | Vélodrome Buffalo                   |
| 11/08/1922 | Alcide Rousseau   | France      | 2 h 30 min 39 s     | Vélodrome de Montporcher au Creusot |
| 4/11/1937  | Andrea Piubello   | Italie      | 2 h 29 min 15 s     | Vélodrome Maspes-Vigorelli          |
| 23/11/1937 | Carmine Saponetti | Italie      | 2 h 27 min 44 s     | Vélodrome Maspes-Vigorelli          |
| 1/09/1938  | Jean Malaval      | France      | 2 h 27 min 25 s     | Vélodrome Antony-La Croix de Berny  |
| 27/10/1938 | Andrea Piubello   | Italie      | 2 h 26 min 21 s     | Vélodrome Maspes-Vigorelli          |
| 3/11/1938  | Carmine Saponetti | Italie      | 2 h 23 min 36 s     | Vélodrome Maspes-Vigorelli          |
| 17/11/1939 | Andrea Piubello   | Italie      | 2 h 22 min 41 s     | Vélodrome Maspes-Vigorelli          |
| 3/11/1940  | Carmine Saponetti | Italie      | 2 h 21 min 04 s     | Vélodrome Maspes-Vigorelli          |
| 9/11/1942  | Fiorenzo Magni    | Italie      | 2 h 20 min 54 s     | Vélodrome Maspes-Vigorelli          |
| 3/06/1960  | Fusar Imperatore  | Italie      | 2 h 20 min 36 s     | Vélodrome[réf. nécessaire]          |
| 19/09/1965 | Ole Ritter        | Danemark    | 2 h 19 min 01 s     | Vélodrome de Rome                   |

Sources.

## Les très grands coureurs qui ont tenté mais échoué sur ce record
- Oscar Egg en 1917, son temps de 2 h 33 min ne fut jamais homologué par l'UCI.
- Maurice Richard en 1938, alors qu'il est double recordman du monde de l'heure.
- Charles Berty le 16 novembre 1938 sur le vélodrome de Milan.